# Faye (Dore)
Die Faye ist ein Fluss in Frankreich, der in der Region Auvergne-Rhône-Alpes verläuft. Ihre Quelle befindet sich in den Monts du Forez, an der Gemeindegrenze von La Chambonie und Le Brugeron, die zugleich die Grenze zwischen den Départements Loire  und Puy-de-Dôme darstellt. Die Faye entwässert mit zwei großen Nordschleifen generell in westlicher Richtung durch den Regionalen Naturpark Livradois-Forez und mündet nach insgesamt rund 25 Kilometern an der Gemeindegrenze von Augerolles und Olliergues als rechter Nebenfluss in die Dore.

## Orte am Fluss
(Reihenfolge in Fließrichtung)
- La Chambonie
- Le Grun Batailler, Gemeinde Le Brugeron
- Montnebout, Gemeinde Augerolles

## Sehenswürdigkeiten
- Château de la Faye, Burgruine aus dem 14. Jahrhundert, hoch über dem Fluss, im Gemeindegebiet von Olmet – Monument historique[4]